# Libanesiskt pund
Libanesiskt pund eller lira (LL - arabiska Lubnāniyyah lira, franska livre) är den valuta som används i Libanon i Asien. Valutakoden är LBP. 1 Lira / Pund = 100 qirsh / piaster.
Valutan infördes 1924 i myntform och kompletterades 1925 med sedlar och ersatte det tidigare syriska pundet som i sin tur ersatte det egyptiska pundet som infördes 1918. 

## Användning
Valutan ges ut av Banque du Liban - BdL som grundades 1963 och ersatte den tidigare Banque du Syrie et Grand-Liban. Huvudkontoret ligger i Beirut.

## Valörer
- Mynt: 250 och 500 Lira
- Underenhet: används ej, tidigare qirsh
- Sedlar: LL 1000, LL 5000, LL 10.000, LL 20.000, LL 50.000 och LL 100.000